# Steve McMichael
Stephen Douglas McMichael (17. října 1957 Houston – 23. dubna 2025 Joliet) byl americký profesionální fotbalista a wrestler. Patnáct sezón působil jako obránce v National Football League (NFL), především v týmu Chicago Bears. 

## Životopis
Steve McMichael se narodil 17. října 1957 v Houstonu. Rodiče byli rozvedení a Steve měl čtyři sourozence. Rodina se odstěhovala do města Freer, kde navštěvoval střední školu.
Na vysoké škole hrál americký fotbal za Texas Longhorns a v roce 1980 si ho v draftu NFL vybral tým New England Patriots. Před začátkem své druhé profesionální sezóny si ho vyhlédl tým Chicago Bears, který s ním podepsal smlouvu. Během svého působení v týmu byl dvakrát členem soupisky pro zápas Pro Bowler a čtyřikrát členem All-Pro. S týmem rovněž vyhrál Super Bowl XX. Fotbalovou kariéru ukončil v týmu Green Bay Packers a poté se před WrestleManií XI objevil ve World Wrestling Federation (WWF).
Ve World Championship Wrestling (WCW) začínal jako komentátor a nakonec se stal profesionálním zápasníkem. Byl členem týmu Four Horsemen a jednou se stal šampionem v těžké váze. Před odchodem do důchodu se pravidelně objevoval v chicagském sportovním rádiu, ve kterém moderoval.
V roce 1985 se oženil se zápasnicí Debrou Marshallovou. Jejich manželství bylo v roce 1998 rozvedeno. V roce 2001 se oženil znovu a v roce 2008 se mu narodila dcera.
V letech 2007 až 2013 byl hlavním trenérem týmu Chicago Slaughter v Continental Indoor Football League (CIFL). Neúspěšně kandidoval na starostu města Romeoville ve státě Illinois jihozápadně od Chicaga.
V roce 2024 byl uveden do Síně slávy profesionálního fotbalu.
V roce 2021 mu byla diagnostikována amyotrofická laterální skleróza (ALS). Dne 23. dubna 2025 byl přemístěn do hospicové péče, téhož dne ve věku 67 let zemřel.